# プリズン・ブレイク (第5シーズン)
アメリカ合衆国のテレビシリーズ『プリズン・ブレイク』の第5シーズン（Prison Break: Resurrection とも称される）はアメリカ合衆国のリミテッドイベントシリーズであり、2005年から2009年までフォックスで放送されたポール・シェアリング発案の旧シリーズのリバイバルである。シーズンは20世紀フォックステレビジョンがアデルスタイン/パロウス・プロダクションズとオリジナル・フィルムの協力の下で製作した。ポール・シェアリングはショーランナーと担当し、また彼とマーティ・アデルスタイン、ニール・H・モリッツ、ドーン・オルムステッド、フォウン・ウィルモット、マイケル・ホロウィッツ、ネルソン・マコーミックがエグゼクティブ・プロデューサーを務めた。マコーミックはまた監督も兼任した。シーズンは全9話構成であり、2017年4月4日に開始され、2017年5月30日に最終回が放送された。
ウェントワース・ミラーとドミニク・パーセルはマイケル・スコフィールドとリンカーン・バローズ役を続投し、またサラ・ウェイン・キャリーズ、アマウリー・ノラスコ、ポール・アデルスタイン、ロバート・ネッパー、ロックモンド・ダンバーも復帰した。新たなキャストとしてマーク・フォイアスタイン、インバー・ラヴィ、オーガスタス・プリュー、マリーナ・ベネディクト、リック・ユーン、スティーヴ・マウザキスらが加わった。第1話は2015年8月に発注され、シーズンは2016年1月に承認された。撮影は2016年4月に始まり、バンクーバーやモロッコのラバト、カサブランカ、ワルザザートなどで行われた。

## あらすじ
マイケル・スコフィールドが死亡したとみられてから7年後。生きていたマイケルは、イエメンのサヌアの刑務所でカニエル・オーティスという名で収監されていることが判明する。マイケルの兄のリンカーン・バローズは、フォックスリバーでの脱獄仲間のベンジャミン・"シーノート"・フランクリンと共に戦禍に揺れるイエメンへ旅立ち、マイケルの救出を試みる。一方、アメリカでは再婚したマイケルの妻のサラが彼の失踪に関わるポセイドンと呼ばれる人物に追われる。

## キャスト

### メイン
- マイケル・スコフィールド / カニエル・オーティス - ウェントワース・ミラー
- リンカーン・バローズ（英語版） - ドミニク・パーセル
- サラ・タンクレディ＝スコフィールド - サラ・ウェイン・キャリーズ
- ポール・ケラーマン - ポール・アデルスタイン
- ベンジャミン・マイルズ・"シーノート"・フランクリン（英語版） - ロックモンド・ダンバー
- セオドア・"ティーバッグ"・バッグウェル - ロバート・ネッパー
- フェルナンド・スクレ - アマウリー・ノラスコ
- ジェイコブ・アントン・ネス / ポセイドン - マーク・フォイアスタイン
- シバ - インバー・ラヴィ
- デヴィッド・"ウィップ"・マーティン - オーガスタス・プリュー

### リカーリング
- ジャ - リック・ユーン
- エミリー・ブレイク / A&W - マリーナ・ベネディクト（英語版）
- バン・ゴッホ - スティーヴ・マウザキス（英語版）
- サイクロプス - アミン・エル・ガマール
- シド - クナル・シャルマ
- アブ・ラマル - ヌーマン・アチャル（英語版）
- キシダ捜査官 - カーティス・ラム
- ヘザー - クリスタル・バリント
- ムハンマド・アルチュニス - ワリード・ズエイター（英語版）
- クロス - T・J・ラミニ（英語版）
- オマール - アキン・ガジ（英語版）
- マイク・スコフィールド - クリスチャン・マイケル・クーパー

## エピソード
| 通算 話数 | シーズン 話数 | タイトル                                  | 監督                       | 脚本                                                  | 放送日        | 製作 番号 | U.S.視聴者数 (百万人) |
| --- | ------------- | ----------------------------------------- | -------------------------- | ----------------------------------------------------- | ------------- | --------- | --------------------- |
| 82 | 1             | "死者からの手紙" "Ogygia"                 | ネルソン・マコーミック     | ポール・シェアリング                                  | 2017年4月4日  | 1AZM01    | 3.83                  |
| 釈放が決定したティーバッグは出所する際に別の刑務所に囚われているマイケルの写真を受け取り、彼はそれをリンカーンに見せる。リンカーンはそこからイエメンのサヌアにある刑務所を示す「オギュア」という暗号を発見する。リンカーンはマイケルの息子のマイクと新しい夫のジェイコブと共に暮らすサラのもとを訪れて彼の生存を知らせるが彼女はそれを信じない。イエメンに経つことを決めたリンカーンはイスラム教に改宗したシーノートに協力を求め、一方で自ら同行を申し出たスクレのことは拒否した。出発前にリンカーンとサラは謎の傭兵により攻撃を受けており、彼らは空港でリンカーンとシーノートの写真を撮ってサナアの仲間の元へ送信する。サヌアに到着した2人は追跡者をかわし、そしてリンカーンはオギュアへの案内と引き換えに自身のパスポートを渡す。リンカーンはマイケルがISILと連携する危険なテロリストであるカニエル・オウティスを偽称していることを知る。マイケルはリンカーンを無視し、彼を知らないと主張する。一方でティーバッグは医者から高性能な義手を提供される。医者はオーティス（ギリシャ語で「名も無き者」）と呼ばれる匿名の人物によって義手の研究資金を提供され、その最初の被験者にティーバッグが指名されたのだと主張する。 |               |                                           |                            |                                                       |               |           |                       |
| 83 | 2             | "光の首長" "Kaniel Outis"                 | マヤ・ヴルヴィロ           | ポール・シェアリング                                  | 2017年4月11日 | 1AZM02    | 3.18                  |
| リンカーンはマイケルから「光の首長」の捜索を依頼するメッセージを受け取る。仲介人のシバはメッセージ解読と引き換えに金を貰う取引に同意する。サラは生きたマイケルを移したビデオを送られ、国務省でケラーマンと再会する。彼はマイケルが自分で身分を変えたのだと推測し、サラにマイケルがCIA副長官のゲインズを殺害する姿が写った映像を見せる。マイケルは禁断症状に苦しむ同房のジャのために薬を調達し、代わりに携帯電話とクレジットカードを手に入れてサラにメッセージを送る。リンカーンたちは首長の正体が娘と共にISILが支配する地域に閉じ込められた地元の電気局長のムハンマド・アルトゥニスであることを突き止める。彼らは2人を救出し、そしてムハンマドはマイケルと同房で同性愛の罪で投獄されているシドの父親であることが明らかとなる。ムハンマドはマイケルたちの脱獄させるための合図を送る。サラはマイケルから「嵐が来る」ために隠れるべきだというメッセージを受け取る。一般房に移されたISILの指導者のアブ・ラマールがマイケルと抱擁を交わす。 |               |                                           |                            |                                                       |               |           |                       |
| 84 | 3             | "嘘" "The Liar"                           | マヤ・ヴルヴィロ           | ジョシュ・ゴールディン & レイチェル・アブラモヴィッツ | 2017年4月18日 | 1AZM03    | 2.44                  |
| リンカーンは偽造パスポートを頼んで脱出の準備を始めるが、彼とシバはISILとサイクロプスに捕まってしまう。サイクロプスはシバを強姦しようとするが、リンカーンに助けられる。ティーバッグはサラの前に現れ、ポセイドンの手下であるA&Wとバン・ゴッホについて警告する。A&Wとバン・ゴッホはサラの電話をハッキングするが逆に彼女に見つかってしまい、さらにサラはケラーマンが関与していると推測する。彼女はティーバッグにケラーマンの調査を依頼する。弟のムザと離れたくないために脱獄への協力を拒否した受刑者クロスはマイケルが信用できないと言ってウィップに警告する。マイケルは看守の1人から金時計を盗んでラマールの上着のポケットに入れ、脱獄中に彼を拘束状態にさせる。マイケルとウィップはこれまでCIAの極秘任務をしていたが、ウィップはマイケルとオウティスの境界線が曖昧になっていると心配する。脱獄中にラマールとその取り巻き、クロス、ムザがマイケルの房に駆けつけ、ムザは死亡し、マイケルたちは看守に捕まって独房に入れられる。ラマールはマイケルを殺すと誓い、マイケルはバッテリー寿命が残りわずかの携帯電話にサラへの別れのメッセージを残す。                                                                            |               |                                           |                            |                                                       |               |           |                       |
| 85 | 4             | "囚人のジレンマ" "The Prisoner's Dilemma" | ガイ・ファーランド         | マイケル・ホロウィッツ                                | 2017年4月25日 | 1AZM04    | 2.75                  |
| ISILがサヌアへの侵攻を進めるとクロスは他の囚人たちを扇動してラマールを捕まえて交渉材料にしようとする。マイケルは協力に消極的なラマールを説得し、彼の独房に隠しておいた脱出の道具を使わせて扉を開けさせる。ラマール、マイケル、ジャ、ウィップはクロスたちの独房突入の直前に脱出する。シドはクロスを刺殺し、マイケルたちに合流する。一同はISILによって捕まり、ラマールは彼らの斬首を命じるが、現れたリンカーンは彼らを射殺し、ラマールもウィップによって刺殺される。マイケルとリンカーンは再会で感情的になるが、同時にラマールの死を伝えるニュース番組が流れる。シドはISILがラマール殺害犯に宣戦布告していると説明する。ティーバッグに銃を突きつけられたケラーマンは自分がポセイドンであることを否定し、その正体は米国の外交政策に批判的な過激なCIA諜報員であると説明する。2人はA&Wとバン・ゴッホによって攻撃され、ティーバッグは辛くも脱出するが、ケラーマンは致命傷を負ってしまう。ケラーマンは止めを刺されるが、バン・ゴッホは彼の死に間際の発言からポセイドンに疑念を持ち始める。ティーバッグはA&Wとバン・ゴッホを尾行し、彼らと密会するジェイコブの写真を撮る。                                                    |               |                                           |                            |                                                       |               |           |                       |
| 86 | 5             | "迷走" "Contingency"                      | ガイ・ファーランド         | フォウン・ウィルモット                                | 2017年5月2日  | 1AZM05    | 2.35                  |
| リンカーンはマイケルに真実を話させる。マイケルはサラとの結婚式の直前にポセイドンからの連絡を受け、ケラーマンがマイケルたちを免責出来る権限を持っていないことを明かされ、マイケルが死を偽装して真相を隠したままポセイドンのために働けば法的に無罪するという取引を持ちかけられていた。最初にマイケルがそれを拒否したところ逮捕されたため、マイケルは取引を受け入れた。リンカーンは空港でシーノートたちとの合流を主張する一方、マイケルは鉄道を使ってイエメン脱出を考える。マイケルのの計画を読んだサイクロプスはISILと組んで待ち伏せをする。一同は脱出するがシドはサイクロプスに撃たれる。シドは死ぬ直前にサイクロプスと自分を手錠でつないで彼を動けなくする。一方でシーノートたちはISILが迫る空港に到着する。シーノートとシバはパイロットを救って国外脱出に同意する。しかしながらパイロットはマイケルたちの到着前に離陸を決行し、リンカーンは電話でそれを承諾する。シーノートたちは逃げ切るものの、マイケルたちは引き続きISILに追われる。ティーバッグから写真を見せられたサラはジェイコブを疑うが、彼はA&Wとバン・ゴッホの逮捕に協力することで潔白を証明する。                                                         |               |                                           |                            |                                                       |               |           |                       |
| 87 | 6             | "砂漠の果て" "Phaecia"                    | ケヴィン・タンチャローエン | マイケル・ホロウィッツ                                | 2017年5月9日  | 1AZM06    | 2.37                  |
| マイケルたちはオマールに協力を頼むが、オマールはISILに密告してしまう。しかしながら彼らはISILを退け、オマールに約束を守るように強要し、一同は国外へと繋がる砂漠の小さな村のファイーシャに向かう。A&Wとバン・ゴッホは保釈され、NSAの知人を説得してマイケルたちの現在位置を特定する。ガソリンスタンドでマイケルはメイン州ポートランドの謎の人物にインターネットで手のタトゥーの写真を送る。バン・ゴッホはISILに情報を流してガソリンスタンドを攻撃させ、オマールは死亡する。ウィップはISIL構成員を殺す。マイケルたちは砂漠を移動するが、それをサイクロプスが追いかける。マイケルはもう1台の車でサイクロプスを罠に誘い出す。マイケルはサイクロプスのもう片方の眼を潰すが、毒を塗った刃で刺されてしまう。リンカーンたちはファイーシャに到着し、花火を打ち上げてマイケルを導く。A&Wとバン・ゴッホはマイケルの連絡相手を特定し、彼がエルヴィスの仮装をしている人物であることが明らかとなる。ケラーマンの死後、岸田捜査官が昇進し、彼の死の調査を始める。 |               |                                           |                            |                                                       |               |           |                       |
| 88 | 7             | "再会" "Wine Dark Sea"                    | ケヴィン・タンチャローエン | フォウン・ウィルモット                                | 2017年5月16日 | 1AZM07    | 2.41                  |
| 一同は船でギリシャのクレタ島に向かうが、ジャだけはファイーシャに残る道を選ぶ。リンカーンはサラに電話し、マイケルの症状を伝える。彼女はジェイコブに知らせた後に飛行機でクレタ島に行く。マイケルと再会したサラは彼を治療する。マイケルはジェイコブこそがポセイドンであり、彼からCIA副長官殺害の罪を着せられたことを明かす。サラはマイクを守るためにアメリカに戻り、彼を友人のヘザーに託すが、彼らはジェイコブとその配下たちに捕まってしまう。マイケルはスクレが働く商船に乗せてもらう。船長がオウティスのことを知ると当局に通報し、マイケル殺害のためにNavy SEALsが派遣される。マイケルたちがスクレの協力によりSEALsから逃れると、ジェイコブは船をミサイルを発射させる。マイケルたちは着弾直前に船から脱出する。ケラーマンの後任の岸田はA&Wとバン・ゴッホを尋問するが、殺されてしまう。 |               |                                           |                            |                                                       |               |           |                       |
| 89 | 8             | "DNA" "Progeny"                           | ネルソン・マコーミック     | マイケル・ホロウィッツ                                | 2017年5月23日 | 1AZM08    | 1.90                  |
| マイケルたちは漁船に救助され、フランスのマルセイユにたどり着く。マイケルはサラに連絡して彼女の危機を察知するとリンカーンはジョン・アブルッチの息子のルカ・アブルッチとの揉め事を利用して米国に密入国する。マイケルとリンカーンはルカたちによって詰め寄られるが、シーノートとシバの協力によって難を逃れ、その後2人にこの件から手を引くように説得する。彼らはジェイコブが率いる21ボイドを倒してサラとマイクを救うためにミシガン州の湖の家に乗り込む計画を立てる。マイケルはマイクと再会するが、それはジェイコブが彼を誘い出すための策略であることに気付き、待ち構えていたA&Wによって銃を突きつけられる。リンカーンはルカによって家の側で見つかって撃たれる。一方でウィップはマイケルによってシカゴに送られてティーバッグと会う。ウィップの本名はデヴィッド・マーティンであり、父親がティーバッグであることが判明する。アナリストのセローが21ボイドの構成員であったことが判明する一方、バン・ゴッホはジェイコブのやり方に嫌気がしており、マイケルの仕事が片付いた後は21ボイドを抜けることを誓う。 |               |                                           |                            |                                                       |               |           |                       |
| 90 | 9             | "瞳の奥" "Behind the Eyes"                | ネルソン・マコーミック     | ポール・シェアリング                                  | 2017年5月30日 | 1AZM09    | 2.30                  |
| マイケルによるゲインズ殺害の話に懐疑的になったバン・ゴッホはA&Wを止めに入り、彼女から撃たれてしまう。致命傷を負って病院送りとなったバン・ゴッホはジェイコブに連れ去られたマイクの居場所をサラに伝える。ジェイコブがマイクに嘘を教えている間、マイケルは彼を倒すためにブルーハワイ（マイケルがイエメンで連絡をとっていたエルヴィスの格好をした男）を含む仲間たちを集める。リンカーンは負傷しつつも病院を抜け出し、ルカを誘い出してFBIに逮捕させる。マイケルはジェイコブとA&Wを倉庫に呼び出し、ゲインズ殺害現場を再現したセットを使ってジェイコブが真犯人であることを証明する計画を立てる。だが作戦中にウィップはA&Wに撃たれ、激高したティーバッグは彼女の首を折ってその後逮捕される。ジェイコブの殺人を証明しつつもマイケルは逮捕される。同じ頃にリンカーンとサラはマイクを救出し、セローも逮捕される。マイケルが作った証拠とセローの証言によってマイケルは無罪となり、彼は再びマイケル・スコフィールドの身分を取り戻す。彼はCIAからの勧誘を断り、サラとマイクとの日常に戻る。マイケルの頼みにより、ジェイコブはフォックスリバー州立刑務所でティーバッグと同房となり、彼から襲われる。                                 |               |                                           |                            |                                                       |               |           |                       |

## 製作

### 企画
2015年1月12日、2015年冬期TCAプレス・ツアーでウェントワース・ミラーとドミニク・パーセルは『プリズン・ブレイク』の復活を準備していることを明かした。ミラーは「我々は何気なくアイデアをフォックスに出してみたら、彼らはまんざらでもない反応を見せた。彼らはそれに何かを見出したようだ」と述べ、パーセルは「ウェントワースが言ったように、フォックスは潜在的に刺激されている」と続けた。
2015年1月17日、フォックス・テレビジョン・グループ会長兼CEOのゲイリー・ニューマンは「『プリズン・ブレイク』の報道にはいくつかの憶測があり、我々は『プリズン・ブレイク』を復活させることをスタジオで明確にした。（中略）それは完璧なイベント・シリーズだ。だが現時点では他に報告することは何も無い」と述べた。
2015年6月2日、ポール・シェアリングによる『プリズン・ブレイク』のリミテッドシリーズのリバイバルがフォックスで企画中であることが報じられた。
2015年8月6日、フォックスはリバイバルのために10話を発注したことを発表した。リミテッドシリーズはオリジナルシリーズの数年後を舞台とした続編であり、ミラーとパーセルの役と同様に他のオリジナルキャラクターも復帰する。フォックス・テレビジョン・グループの会長兼CEOのダナ・ウォールデンは『プリズン・ブレイク』は国際的に、またNetflixなどのSVODプラットフォームで特に優れた業績を上げていると述べた。ウォールデンはさらに「キャラクターがなぜ生きて、世界を転々としているかについて明確に説明される」、「兄弟といくつかの象徴的なキャラクターが復帰し、新しい視聴者のためにシリーズの終わりに設定されたいくつかの疑問に対処する」と付け加えた。
2016年1月15日、フォックスはシリーズ復活を正式に発注し、また話数は10話ではなく9話になることが報じられた。オリジナルの製作チームであるポール・シェアリング、ニール・モリッツ、マーティ・アデルスタイン、ドーン・オルムステッドはエグゼクティブ・プロデューサーとしてイベントシリーズに復帰し、またシェアリングは脚本家とショーランナーも務めることが報じられた。

### 脚本執筆
2015年8月7日、クリエイター兼エグゼクティブ・プロデューサーのポール・シェアリングが最初のエピソードの脚本を執筆し、他の脚本家が残りのエピソードを担当することが発表された。

### キャスティング
2016年1月15日、ウェントワース・ミラーとドミニク・パーセルがマイケル・スコフィールドとリンカーン・バロウズの兄弟役に復帰することが発表された。
2016年2月22日、マーク・フォイアスタインがサラ・タンクレディの夫でコーネル大学経済学教授のスコット・ネス（後にジェイコブ・ネスに変更）を演じると報じられた。さらに2016年2月22日、サラ・ウェイン・キャリーズ、ロバート・ネッパー、ロックモンド・ダンバー、アマウリー・ノラスコと交渉中であることが報じられた。
2016年3月9日、オーガスタス・プリュー、リック・ユーン、スティーヴ・マウザキスが「頻繁に登場する役柄」でキャスティングされた。2016年3月9日、サラ・ウェイン・キャリーズがサラ・タンクレディ役に復帰することが報じられた。2016年3月16日、アミン・エル・ガマールがサイクロプス役にキャスティングされた。
2016年3月17日、オリジナルシリーズの出演者であるロバート・ネッパー、アマウリー・ノラスコ、ロックモンド・ダンバーがそれぞれティーバッグ、スクレ、シーノート役に復帰することが発表された。2016年3月21日、ポール・アデルスタインがポール・ケラーマン役に復帰することが明らかとなった。2016年3月21日、インバー・ラヴィ、マリーナ・ベネディクト、クナル・シャルマが脇役でキャスティングされた。ラヴィはバローズの協力者となるシバを演じる。ベネディクトはA&W、シャルマはシドを演じる。2016年4月22日、ファラン・タヒールがジャミルを演じることが発表された。
2016年7月、アレクサンダー・マホーンを演じたウィリアム・フィクナーは復帰しないことが明らかとなった。ロバート・ネッパーは『デジタル・スパイ』で「（脚本家の）ポール・シェアリングはビル・フィクナーを愛し、私もビル・フィクナーを愛している。彼は素晴らしい俳優だが、ポールは私に『私はあのキャラクターをどうすればいいかわからない』と正直に言った。（中略）いつかまた別の章があれば多分それでビルは戻ってくるだろう。だが私はキャラクターたちがストーリーテリングの鍵であり、そうであるべきだと考える」と述べた。

### 撮影
シーズンの製作はミラーとパーセルが『レジェンド・オブ・トゥモロー』の撮影を終えた2016年4月7日にバンクーバーで始まった。撮影は2016年7月11日に完了した。2016年6月1日、モロッコでのセットで使われていた鉄の棒がドミニク・パーセルに落下し、彼は鼻を骨折した上に頭部に大怪我を負った。パーセルは治療のためにすぐにマラケシュからカサブランカへと空輸され、そこで回復した。この事故によって撮影が中断することはなかった。

### 音楽
作曲家のラミン・ジャヴァディはリバイバルの可能性についてのニュースを聞いた後、新シーズンの復帰の意向を明かし、「私は文字通りそれを聞いただけなので、私にとってもニュースだ。とても良い番組だったが、現時点では誰からも連絡が無い」と語った。さらに彼は「おそらく、私のスケジュールが許せば、番組は私に近づいただろう。私は関係者全員を愛していた。素晴らしい番組だと思った。もちろんだ」と付け加えた。2016年6月、ジャワディは第5シーズンの作曲家として復帰することが報じられた。

## 評価

### 批評家の反応
レビュー収集サイトのRotten Tomatoesでは32件のレビューでシーズンの支持率は53%、平均点は5.94/10となった。またMetacriticでは18件のレビューでシーズンの加重平均値は48/100となった。

### 視聴者数
| No. | タイトル         | 放送日         | レイティング/シェア (18–49) | 視聴者数 (百万人) | DVR (18-49) | DVR視聴者数 (百万人) | 合計 (18-49) | 合計視聴者数 (百万人) |
| --- | ---------------- | -------------- | --------------------------- | ----------------- | ----------- | -------------------- | ------------ | --------------------- |
| 1   | "死者からの手紙" | April 4, 2017  | 1.5/5                       | 3.83              | 0.8         | 1.86                 | 2.3          | 5.68                  |
| 2   | "光の首長"       | April 11, 2017 | 1.1/4                       | 3.18              | 0.9         | 1.84                 | 2.0          | 5.01                  |
| 3   | "嘘"             | 2017年4月18日  | 0.9/3                       | 2.44              | 0.8         | 1.76                 | 1.7          | 4.20                  |
| 4   | "囚人のジレンマ" | 2017年4月25日  | 0.9/3                       | 2.75              | N/A         | N/A                  | N/A          | N/A                   |
| 5   | "迷走"           | 2017年5月2日   | 0.8/3                       | 2.35              | 0.7         | 1.51                 | 1.5          | 3.86                  |
| 6   | "砂漠の果て"     | 2017年5月9日   | 0.9/3                       | 2.37              | 0.6         | 1.33                 | 1.5          | 3.70                  |
| 7   | "再会"           | 2017年5月16日  | 0.9/4                       | 2.41              | 0.7         | 1.41                 | 1.6          | 3.81                  |
| 8   | "DNA"            | 2017年5月23日  | 0.7/3                       | 1.90              | 0.7         | 1.60                 | 1.4          | 3.50                  |
| 9   | "瞳の奥"         | 2017年5月30日  | 0.9/3                       | 2.30              | 0.7         | 1.54                 | 1.6          | 3.83                  |

## ホームメディア
Blu-ray及びDVDは2017年6月27日に発売された。特典映像として「メイキング・オブ・『プリズン・ブレイク シーズン5』/英雄の帰還」が収録された。